# Борисюк, Сергей Фёдорович
Серге́й Фёдорович Борисю́к (1924—1998) — рядовой Советской Армии, участник Великой Отечественной войны, Герой Советского Союза (1944).

## Биография
Сергей Борисюк родился 20 марта 1924 года в селе Григоровка (ныне — Обуховский район Киевской области Украины) в крестьянской семье. Получил начальное образование. Первые годы войны проживал на оккупированной территории. В ноябре 1943 года был призван на службу в Рабоче-крестьянскую Красную Армию и направлен на фронт. Был разведчиком 797-го стрелкового полка 232-й стрелковой дивизии 40-й армии 2-го Украинского фронта. Отличился во время форсирования Днестра.
25 марта 1944 года Борисюк во главе группы переправился через Днестр в районе села Серебрил Могилёв-Подольского района Винницкой области Украинской ССР. Группа Борисюка произвела разведку переднего края обороны врага и захватила 2 пленных. На следующий день в результате вылазки группа уничтожил 7 вражеских солдат, а ещё 3 — взяла в плен. 30 марта 1944 Борисюк вновь возглавил разведгруппу, которая форсировала Прут и внезапной атакой захватила село Перерыта Бричанского района Молдавской ССР, чем обеспечила батальону успешную переправу через реку.
Указом Президиума Верховного Совета СССР от 13 сентября 1944 года красноармеец Сергей Борисюк был удостоен высокого звания Героя Советского Союза с вручением ордена Ленина и медали «Золотая Звезда» за номером 4251.
В марте 1947 года Борисюк был демобилизован. Проживал в Волгограде, работал бригадиром на перевалочной базе деревообделочного завода. Скончался 4 июня 1998 года, похоронен в Волгограде.
Был также награждён орденами Отечественной войны 1-й и 2-й степеней, орденом Красной Звезды, а также рядом медалей.